# Hooverville

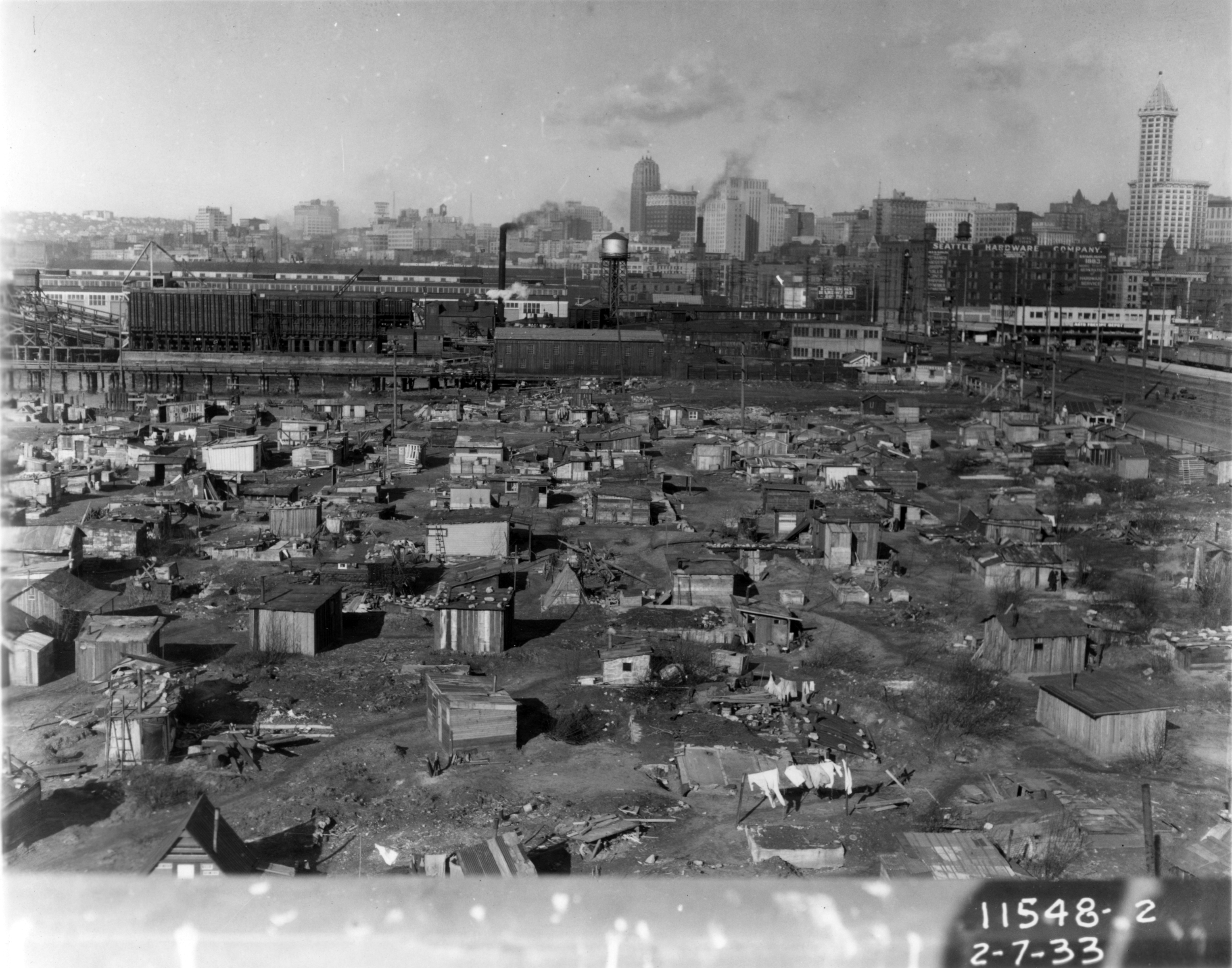
Uma Hooverville em Seattle, em 1933.

Hooverville era o nome popular dado para as favelas (Slums) construídas por pessoas sem-teto durante a Grande Depressão nos Estados Unidos. Esses assentamentos receberam esse nome por causa do presidente americano na época, Herbert Hoover, acusado de ter supostamente deixado o país mergulhar na depressão. O termo foi criado por Charles Michelson, chefe de publicidade do Comitê Nacional Democrata.

## Histórico

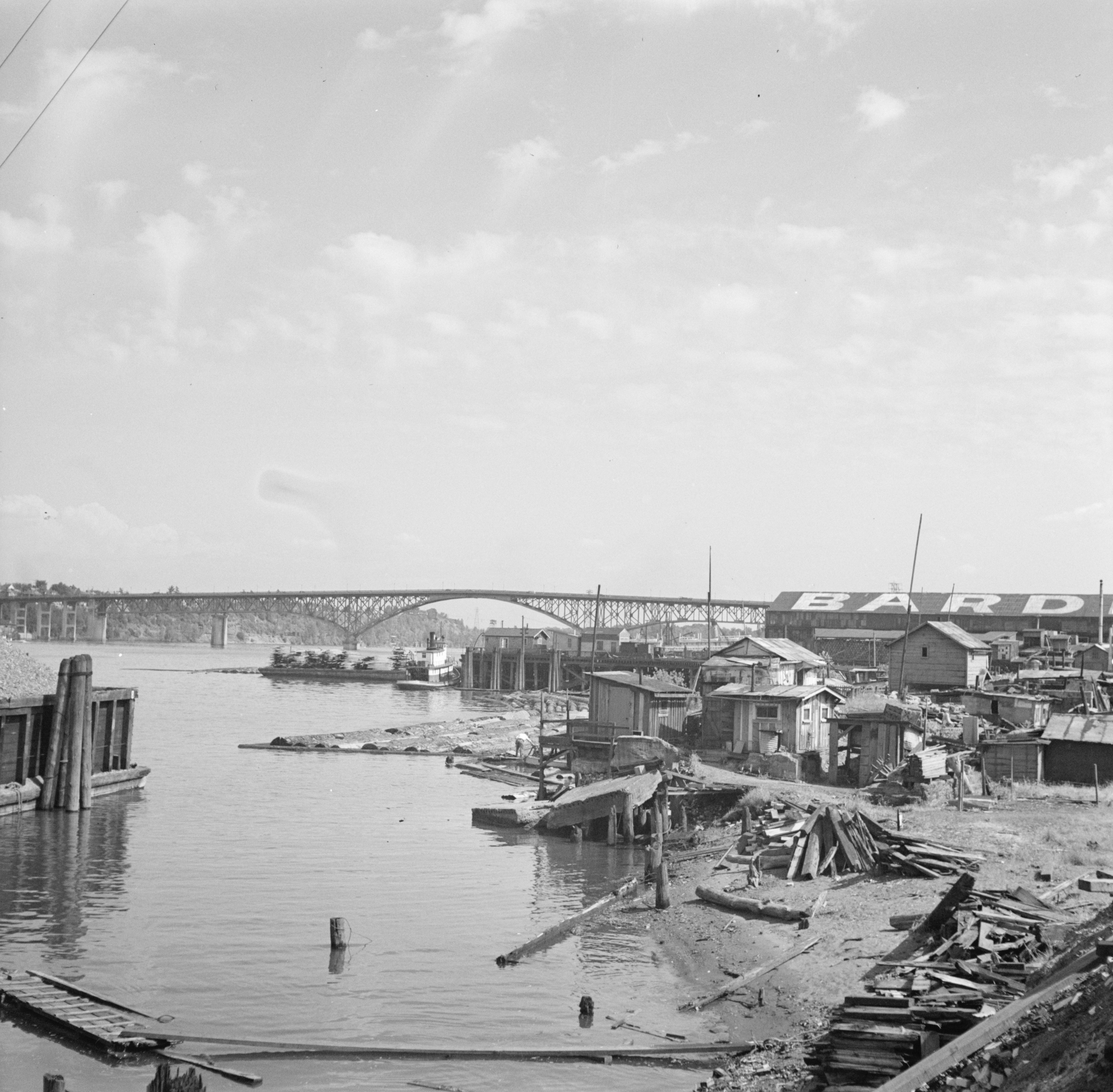
Uma hooverville perto de Portland, no Oregon.

Sem-tetos estavam presente antes da Grande Depressão nos Estados Unidos e eram comuns na década de 1920, mas a crise econômica aumentou a quantidade de pessoas sem casa e as concentrou em assentamentos urbanos perto dos "sopões" administrados por instituições de caridade. Esses assentamentos foram formados em áreas vazia e, geralmente, consistiam de tendas e barracas pequenas. As autoridades não reconheciam oficialmente estas hoovervilles e ocasionalmente removiam os ocupantes por invasão de propriedades privadas, mas os governantes frequentemente toleravam ou ignoravam esse problema. O New Deal promulgou programas de apoio especiais visando os desabrigados.
Alguns dos homens que acabaram forçados a viver nestas condições possuíam habilidades de construção e eram capazes de construir suas casas em pedra. A maioria das pessoas, no entanto, recorria para a construção de suas residências em madeira de caixotes, papelão, sucatas de metal, ou quaisquer outros materiais que estavam disponíveis no lugar. Eles geralmente tinham um pequeno fogão, camas e um par de utensílios de cozinha simples.
Após 1940, a economia se recuperou, o desemprego caiu, e programas de erradicação das favelas destruiu todas as hoovervilles.